# ヘイリー・ウィリアムス
ヘイリー・ニコル・ウィリアムス（英語: Hayley Nichole Williams、1988年12月27日 - ）は、アメリカ合衆国のシンガーソングライターであり、ロックバンドであるパラモアのリード・ヴォーカリスト。身長157cm。

## 生い立ち
アメリカ合衆国の南部にあるミシシッピ州ローダーデール郡のメリディアンで、アイルランド系、スコットランド系及びドイツ系の血を引く家系で生まれた。母親は教師のクリスティ・ウィリアムスと父親はジョーイ・ウィリアムスである。エリカとマケイラの二人の妹がいる。熱心なキリスト教徒の一家であり、幼少期は主にメリディアンで育った。非常にシャイな子であったが、歌が好きであり、地元の教会やバス停でよく歌っていた。同じ時期に両親が離婚し、母親に引き取られる。やがて母親が再婚し新しい父親と暮らした。義理の父親に対しては複雑な感情を持っていた。13歳のときに故郷メリディアンを離れ、テネシー州・フランクリンに家族と共に移った。この頃、すでに作詞や作曲をしていた。そのかたわらフランクリンにある私立学校に通った。
2002年、学校で運命的な出会いをした。後にパラモアのメンバーになるジョシュ・ファッロとザック・ファッロ兄弟との出会いである。お互い意気投合し、地元ファンク・カバー・バンド「The Factory」を結成。そこでジェレミー・デービスが新たに加入した。
すでにウィリアムスの歌声は、世間に広く知れわたっており、それは町中で絶賛されていた。ほどなくして、2003年、14歳の時にナッシュビルでアトランティック・レコードと契約した。アトランティック・レコード側は、ウィリアムスをソロとしてデビューさせようとしたが、ウィリアムスはこれを強く拒否した。あくまでバンドとしてのデビューに最後までこだわった。結局、アトランティック・レコードでは無く、ウィリアムスはフュエルド・バイ・ラーメンで曲をリリースすることにした。ともあれ、ジェレミー・デービス、ジェイソン・バイナム、ジョシュ・ファッロ及びザック・ファッロで、ロックバンドであるパラモアは結成された。

## デビュー以降の経歴
2007年、ニュー・ファウンド・グローリーのミュージックビデオ「Kiss Me」に参加。
2007年、イギリスのロック専門誌『ケラング!』における読者投票で、「最もセクシーな女性歌手」部門でエヴァネッセンスのエイミー・リーと1位及び2位を争った。結果2位であった。翌年の投票においては1位だった。
2008年、前の義理の父親が幼少期の私物品をネット・オークションに出品する騒ぎが起きた。これに対して強い怒りを表明した。
ウィリアムスが、ソロで、ミーガン・フォックスが出演している映画『ジェニファーズ・ボディ』のためにサウンドトラックを提供した。
とはいえ、ソロ活動については強く否定した。
2010年、ウィリアムスとラッパーのB.o.Bが、「Airplanes」をリリースした。そのシングルは全英シングルチャートで1位を獲得するなど、世界中で記録的な売上を達成した。「Airplanes」パート2ではラッパーであるエミネムとも組んだ。
2010年5月、ウィリアムスのトップレス写真がTwitterを介して流出する事件が起きる。ウィリアムスによれば「ハッキングされた！」・・・しかし真相は今もって不明のままである。
2010年12月、長年にわたって共にしてきたファッロ兄弟が、バンドの運営と体制における不満により、脱退を宣言した。
2011年3月、未曾有の被害をもたらした東日本大震災において、ウィリアムスがいち早くTwitterでコメントを出した。ネット・オークションに以前使っていたギター、アクセサリー、シャツ、ズボンをはじめその他多数の衣装や楽器を出品した。
これらのオークションにおいて得られた収益金は全て、被災者のために赤十字社を経由する形で、義援金として寄付された。
2015年5月には歌手テイラー・スウィフトのミュージックビデオ「Bad Blood」に出演している。
2020年5月に初のソロアルバム『Petals for Armor』が発売された。

## 私生活・人物
ニュー・ファウンド・グローリーのギタリストであるチャド・ギルバードは元夫である。
趣味はビデオゲーム、映画鑑賞。
東京で開催されたロック・フェスティバル「SUMMER SONIC」では、パラモアとともに演奏し『BLOOD THE LAST VAMPIRE』の小夜のコスプレを披露した。
注意欠陥・多動性障害である。

## ディスコグラフィー

### スタジオアルバム
| 年                                        | タイトル                      | アルバム詳細                                                              | チャート最高位 | チャート最高位 | チャート最高位 | チャート最高位 | チャート最高位 | チャート最高位 | チャート最高位 | チャート最高位 | チャート最高位 | チャート最高位 | 認定 |
| 年                                        | US                            | AUS                                                                       | AUT            | FIN            | GER            | IRE            | NZ             | POR            | SCO            | UK             |                |                |      |
| ----------------------------------------- | ----------------------------- | ------------------------------------------------------------------------- | -------------- | -------------- | -------------- | -------------- | -------------- | -------------- | -------------- | -------------- | -------------- | -------------- | ---- |
| 2020                                      | Petals for Armor              | * 発売日: 2020年5月8日 - フォーマット: CD, LP, cassette, digital download | 18             | 6              | 51             | 117            | 24             | 38             | 24             | 21             | 1              | 4              |      |
| 2021                                      | FLOWERS for VASES / descansos | * 発売日: 2021年2月5日 - フォーマット: digital download                   | —              | —              | —              | —              | —              | —              | —              | —              | —              | —              |      |
| "—"は未発売またはチャート圏外を意味する。 |                               |                                                                           |                |                |                |                |                |                |                |                |                |                |      |

### サウンドトラック
| 年   | 曲        | アルバム                                              |
| ---- | --------- | ----------------------------------------------------- |
| 2009 | Teenagers | ジェニファーズ・ボディ: Music from the Motion Picture |

### 客演・シングル
| 年   | シングル                                                      | 最高順位 | 最高順位 | 最高順位 | 最高順位 | 最高順位 | 最高順位 | 最高順位 | 最高順位 | 最高順位 | 最高順位 | 認定                                                                           | アルバム                                    |
| 年   | シングル                                                      | US       | AUS      | CAN      | EU       | GER      | IRE      | NL       | NZ       | SWI      | UK       | 認定                                                                           | アルバム                                    |
| ---- | ------------------------------------------------------------- | -------- | -------- | -------- | -------- | -------- | -------- | -------- | -------- | -------- | -------- | ------------------------------------------------------------------------------ | ------------------------------------------- |
| 2010 | Airplanes (B.o.B フィーチャリング ヘイリー・ウィリアムス)     | 2        | 2        | 2        | 2        | 8        | 2        | 4        | 1        | 5        | 1        | - US: 3× プラチナム - AUS: 3× プラチナム - CAN: 2× プラチナム - NZ: プラチナム | B.o.B Presents: The Adventures of Bobby Ray |
| 2013 | Stay The Night (Zedd フィーチャリング ヘイリー・ウィリアムス) | 18       | 11       | 22       | —        | —        | —        | —        | 20       | —        | 2        |                                                                                | Clarity                                     |

### その他の客演
| 年   | 曲                                                                                   | アルバム                                    |
| ---- | ------------------------------------------------------------------------------------ | ------------------------------------------- |
| 2006 | Keep Dreaming Upside Down (October Fall フィーチャリング ヘイリー・ウィリアムス)     | A Season in Hell                            |
| 2007 | Then Came To Kill (The Chariot フィーチャリング ヘイリー・ウィリアムス)              | The Fiancée                                 |
| 2007 | The Church Channel (Say Anything フィーチャリング ヘイリー・ウィリアムス)            | In Defense of the Genre                     |
| 2007 | Plea (Say Anything フィーチャリング ヘイリー・ウィリアムス と ケニー ヴァソリ)       | In Defense of the Genre                     |
| 2008 | Fallen (Death in the Park フィーチャリング ヘイリー・ウィリアムス)                   | Death in the Park EP                        |
| 2009 | Tangled Up (ニュー・ファウンド・グローリー)                                          | Not Without A Fight                         |
| 2009 | The Few That Remain (セット・ユア・ゴールズ フィーチャリング ヘイリー・ウィリアムス) | This Will Be the Death of Us                |
| 2010 | Airplanes (B.o.B フィーチャリング ヘイリー・ウィリアムス)                            | B.o.B Presents: The Adventures of Bobby Ray |
| 2010 | Airplanes (Part II)(B.o.B フィーチャリング ヘイリー・ウィリアムス & エミネム)        | B.o.B Presents: The Adventures of Bobby Ray |

## 受賞とノミネート
| 年   | 賞                                   | カテゴリ                           | 対象                                                                            | 結果       |
| ---- | ------------------------------------ | ---------------------------------- | ------------------------------------------------------------------------------- | ---------- |
| 2007 | ケラング・リーダーズ・ポール 2007    | Sexiest Female Front Singer        | 本人                                                                            | ノミネート |
| 2008 | ケラング・リーダーズ・ポール 2008    | Sexiest Female Front Singer        | 本人                                                                            | 受賞       |
| 2008 | Los Premios MTV Latinoamérica        | Premio Fashionista 2008            | 本人                                                                            | ノミネート |
| 2009 | Los Premios MTV Latinoamérica        | Premio Fashionista 2009            | 本人                                                                            | 受賞       |
| 2009 | Shockwaves NME Awards 2009           | Sexiest Female                     | 本人                                                                            | 受賞       |
| 2009 | ケラング・リーダーズ・ポール 2009    | Sexiest Female                     | 本人                                                                            | 受賞       |
| 2010 | 2010 MTV Video Music Awards          | Video of the Year                  | Airplanes – B.o.B (フィーチャリング ヘイリー・ウィリアムス)                     | ノミネート |
| 2010 | 2010 MTV Video Music Awards          | Best Male Video                    | Airplanes – B.o.B (フィーチャリング ヘイリー・ウィリアムス)                     | ノミネート |
| 2010 | 2010 MTV Video Music Awards          | Best Hip-Hop Video                 | Airplanes – B.o.B (フィーチャリング ヘイリー・ウィリアムス)                     | ノミネート |
| 2010 | 2010 MTV Video Music Awards          | Best Collaboration                 | Airplanes – B.o.B (フィーチャリング ヘイリー・ウィリアムス)                     | ノミネート |
| 2011 | 第37回ピープルズ・チョイス・アワード | Favorite Song                      | Airplanes – B.o.B (フィーチャリング ヘイリー・ウィリアムス)                     | ノミネート |
| 2011 | 第53回グラミー賞                     | Best Pop Collaboration With Vocals | Airplanes, Part II – B.o.B (フィーチャリング エミネム & ヘイリー・ウィリアムス) | ノミネート |
| 2012 | Kerrang! Awards 2012                 | Tweeter of the Year                | 本人                                                                            | 受賞       |
| 2015 | Kerrang! Awards 2015                 | Tweeter of the Year                | 本人                                                                            | 受賞       |
| 2016 | Kerrang! Awards 2016                 | Tweeter of the Year                | 本人                                                                            | 受賞       |